# Tetramorium dolichosum
Tetramorium dolichosum är en myrart som beskrevs av Bolton 1980. Tetramorium dolichosum ingår i släktet Tetramorium och familjen myror. Inga underarter finns listade i Catalogue of Life.

## Bildgalleri

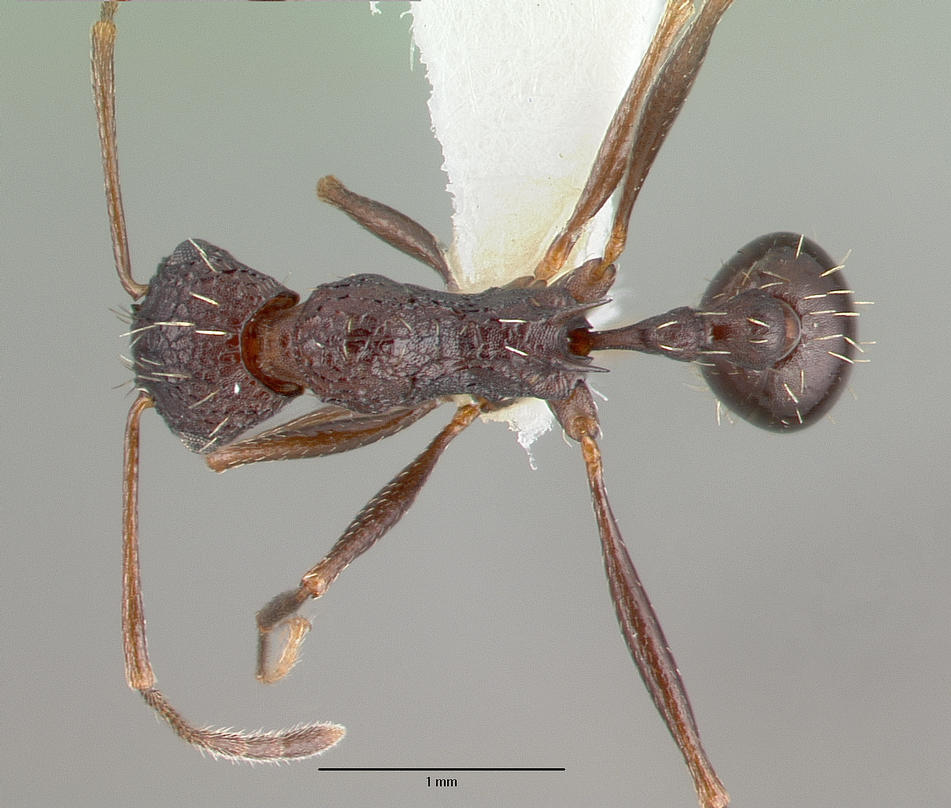
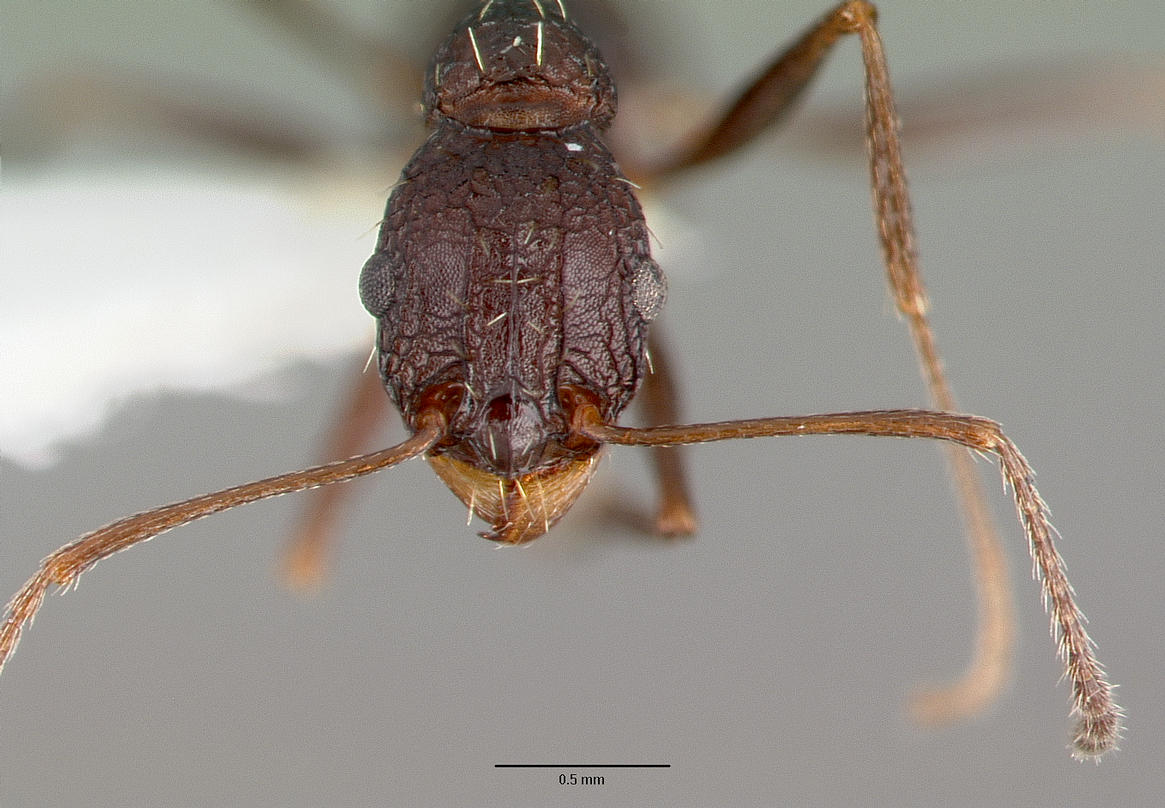
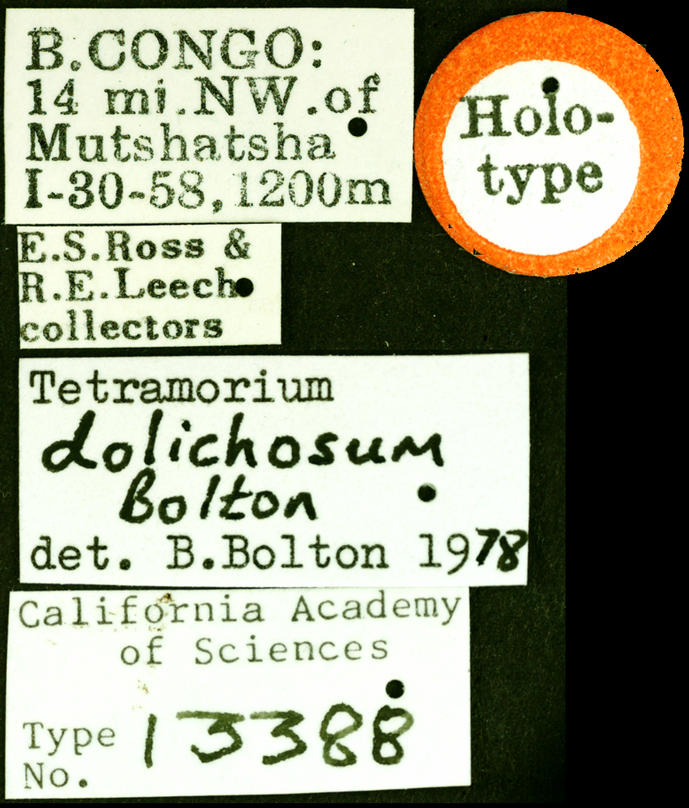
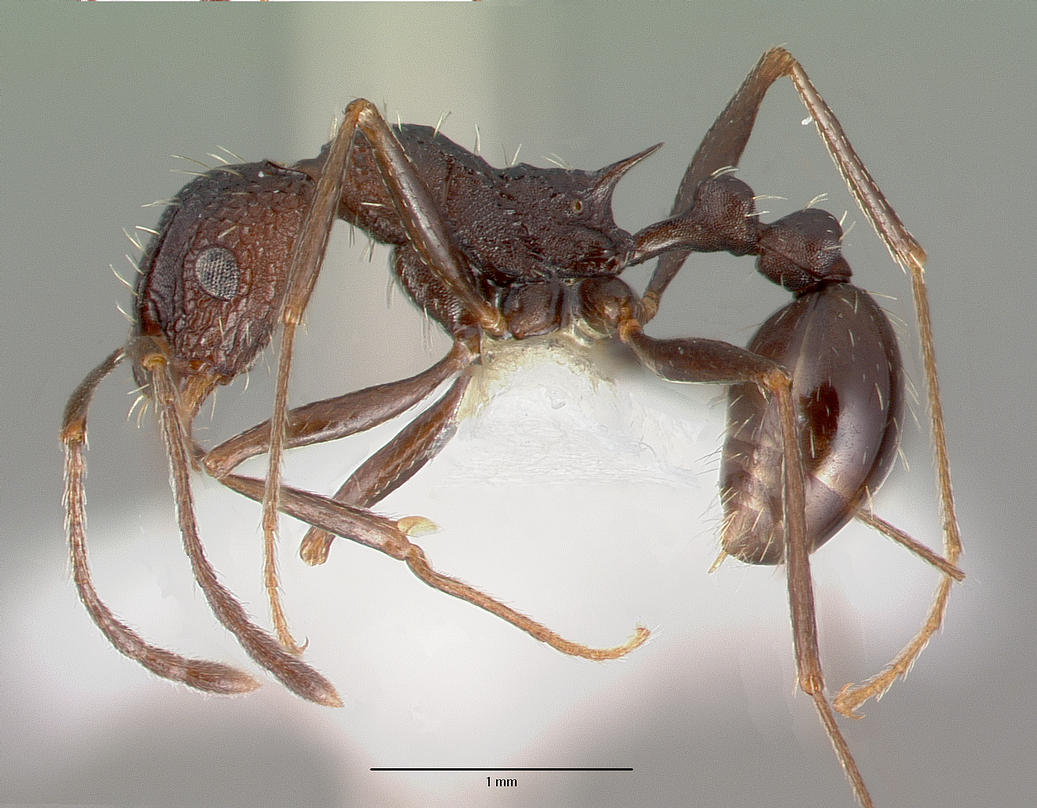